# 黒田八虎
黒田八虎（くろだはっこ）は、戦国大名の黒田長政の24人の精鋭の家臣を顕彰した呼称である黒田二十四騎の中から、親族の弟達や譜代重臣を選出された呼称。いずれも先代の黒田孝高が当主を務めていた頃から活躍している。

## 該当者

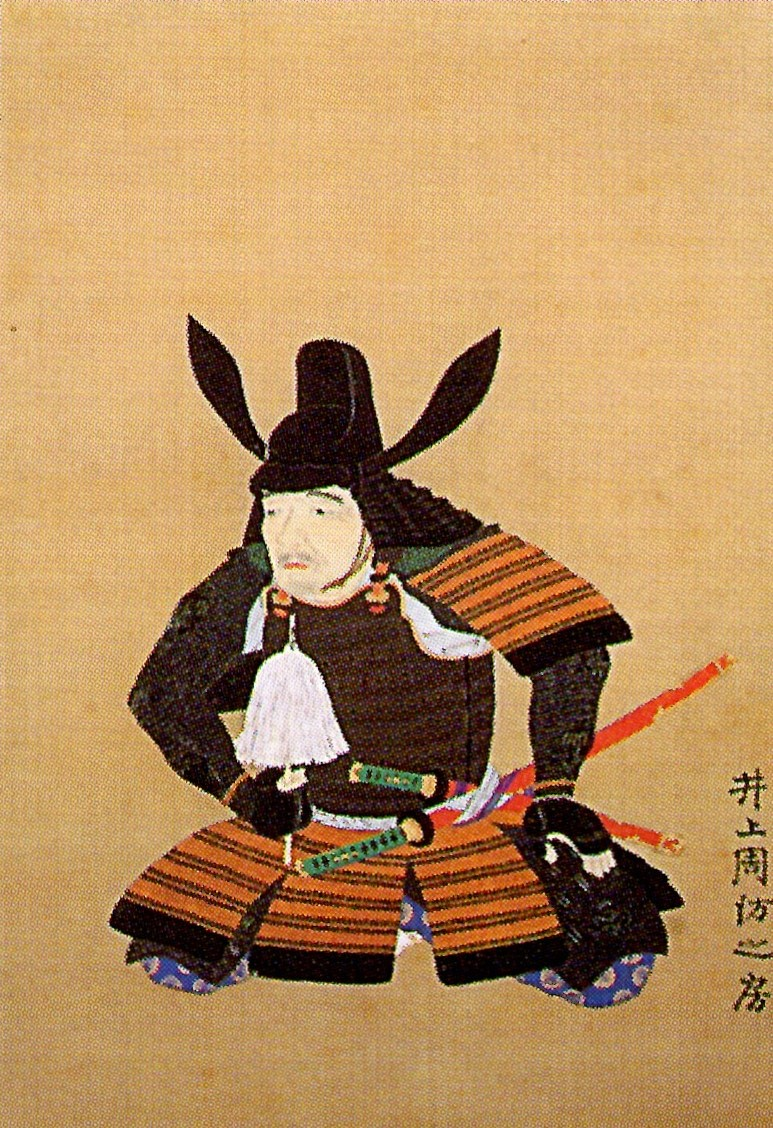
井上之房 （1554年 - 1634年）
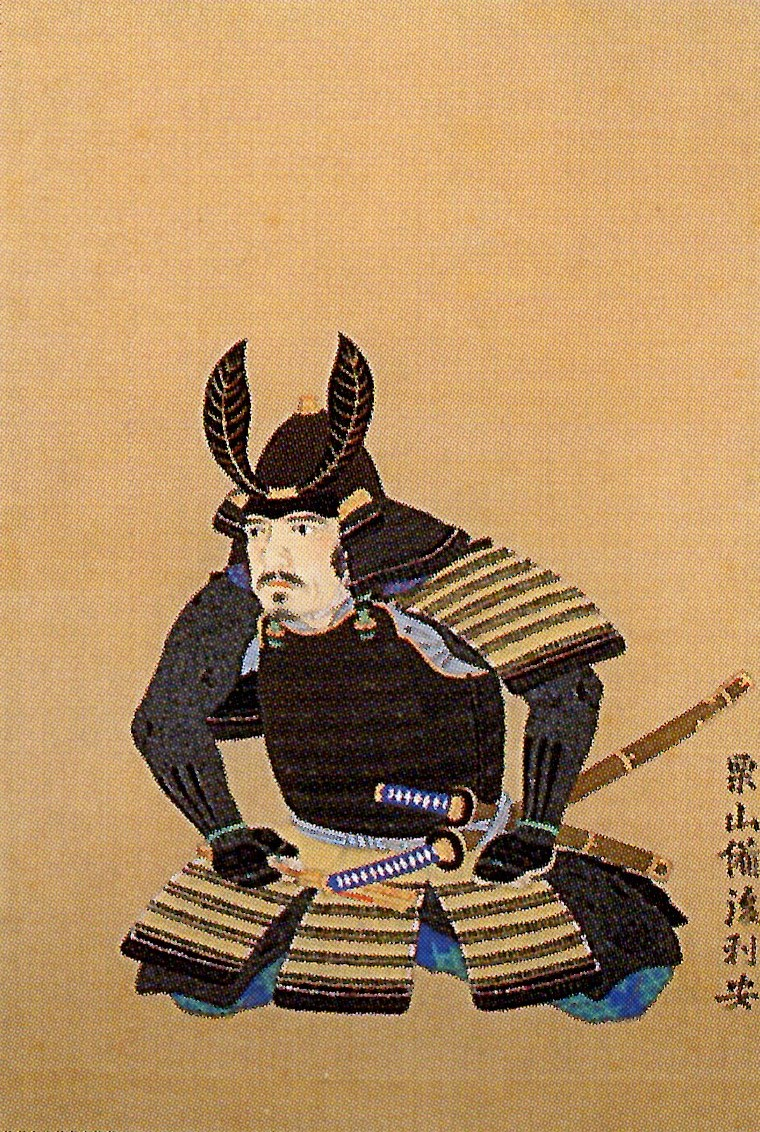
栗山利安 （1550年 - 1631年）
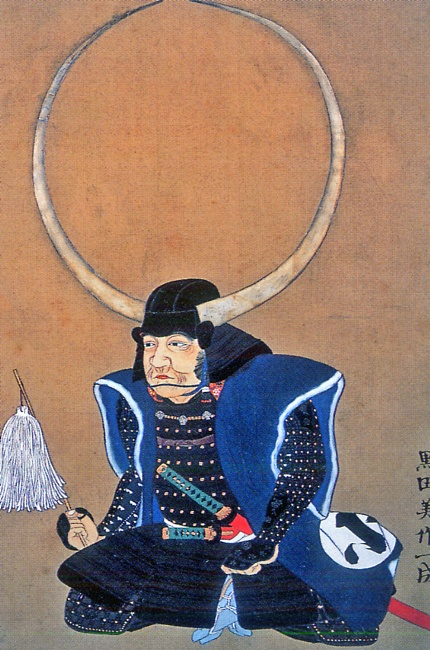
黒田一成 （1571年 - 1656年）
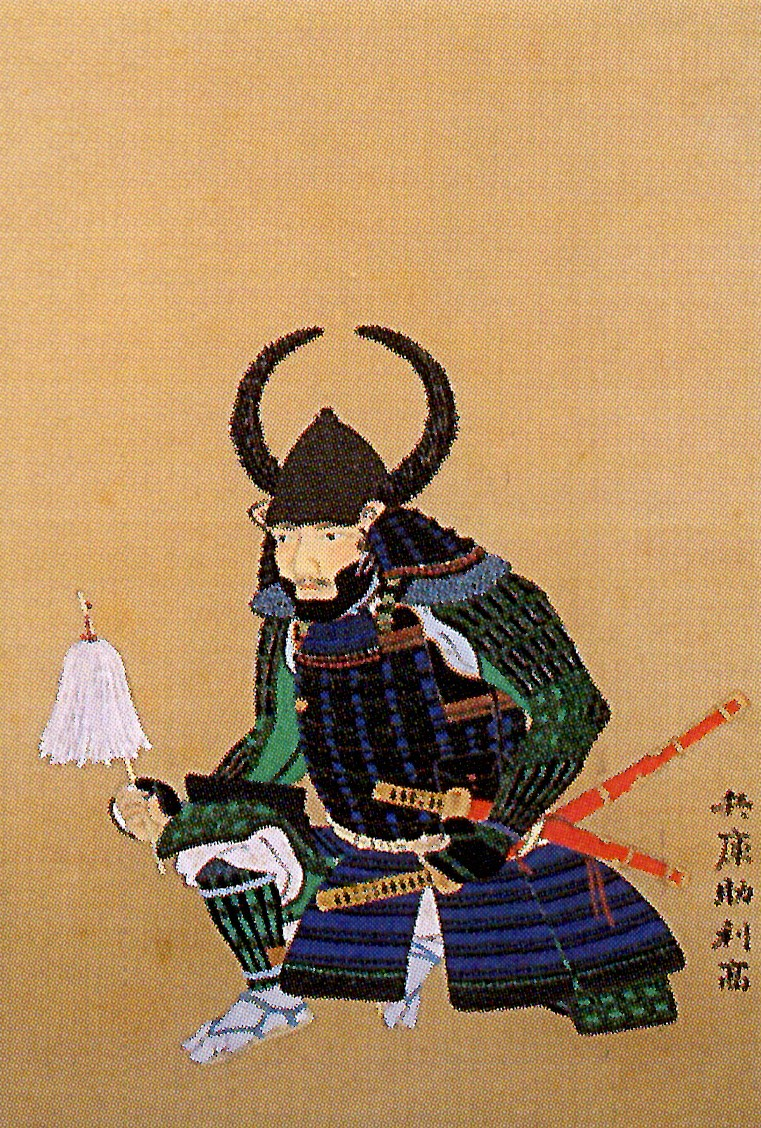
黒田利高※ （1554年 - 1596年）
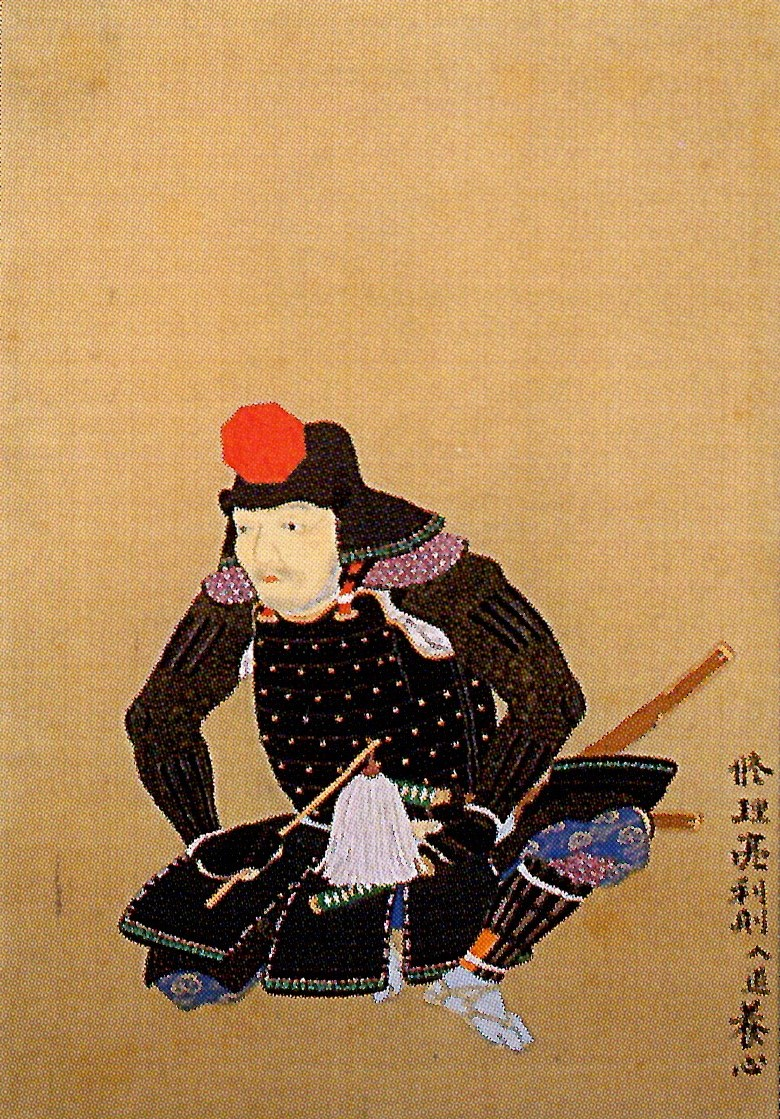
黒田利則※ （1561年 - 1612年）
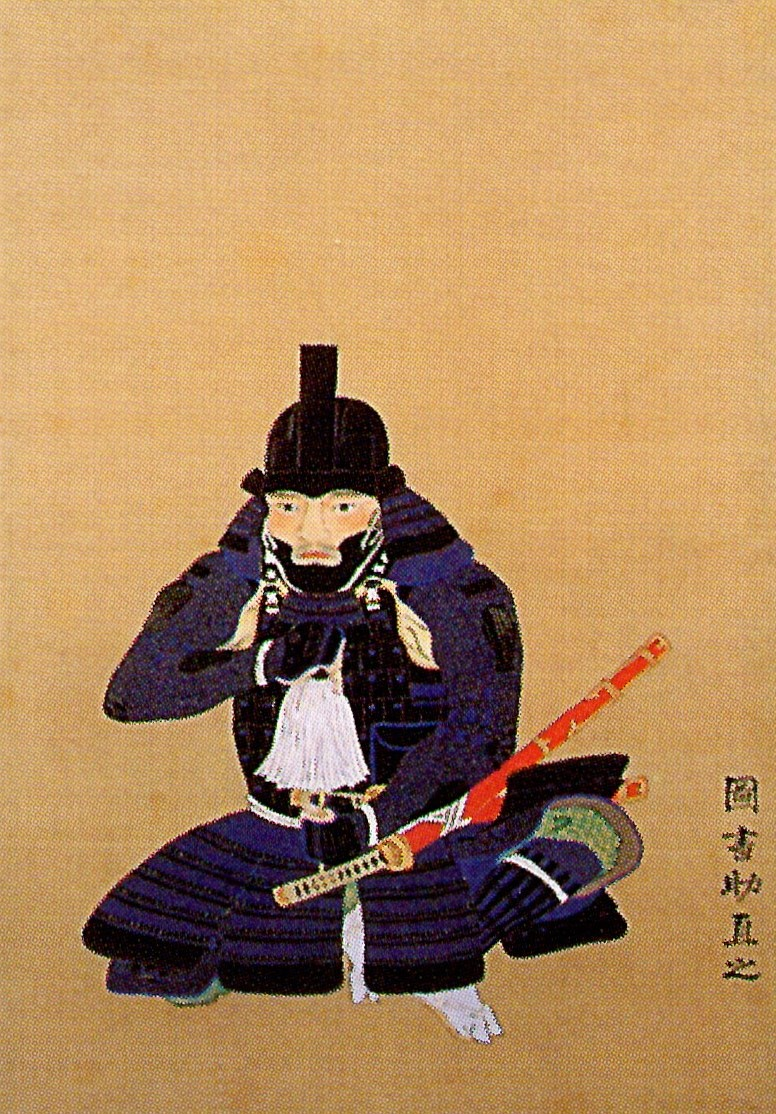
黒田直之※ （1564年 - 1609年）
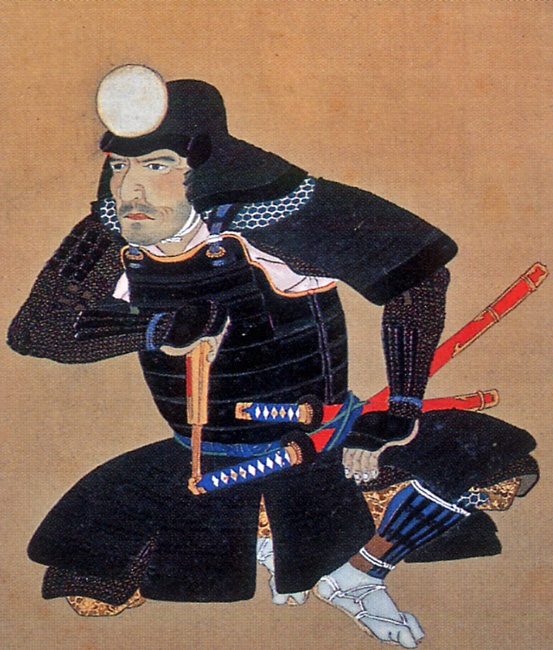
後藤基次 （1560年 - 1615年）
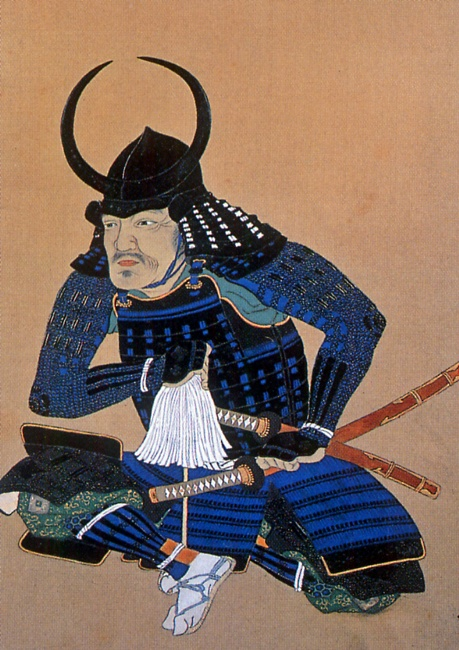
母里友信 （1556年 - 1615年）

※孝高の実弟、長政の叔父。